# Phalaris (plante)
Pour les articles homonymes, voir Phalaris.
Genre
Classification phylogénétique
Phalaris est un genre de plantes monocotylédones de la famille des Poaceae (graminées), sous-famille des Pooideae, à répartition cosmopolite. 
Ce genre comprend de nombreuses espèces réparties sur tous les continents à l'exception de l'Antarctique, à la fois dans les milieux secs ou humides et à une large échelle d'altitude, depuis des altitudes inférieures au niveau de la mer jusqu'à plusieurs centaines, voire plusieurs milliers, de mètres d'altitude. Deux espèces, Phalaris arundinacea et Phalaris aquatica sont considérées comme des plantes envahissantes en milieu humide.

## Étymologie
Le nom générique « Phalaris », dérive d'un terme latin, phaleris, -idos, transcription  du grec Φάληρίς, dérivé de Φάλός, « blanc », qui désignait une plante à la panicule vert-blanchâtre, vraisemblablement Phalaris canariensis, l'alpiste des Canaries, attesté chez Pline. C'est une allusion aux épillets argentés et luisants. Selon l' Etymological Dictionary of Grasses, le terme grec dériverait de φαλαρός (phalaros) désignant la foulque macroule (Fulica atra) qui porte une tache frontale blanche sur la tête. 

## Alcaloïdes
Certaines espèces de Phalaris sont toxiques pour le bétail car elles contiennent de la gramine, substance qui, chez les ovins et dans une moindre mesure chez les bovins, peut causer des dommages au cerveau, à d'autres organes et au système nerveux central, et causer la mort des animaux,.
Phalaris arundinacea, Phalaris aquatica et Phalaris brachystachys contiennent les alcaloïdes suivants : N,N-DMT (diméthyltryptamine), 5-MeO-DMT (5-méthoxy-diméthyltryptamine) et 5-OH-DMT (bufoténine). 
Certaines recherches ont été faites sur la variabilité des alcaloïdes chez les espèces de Phalaris. 
Les souches ayant des teneurs élevées en alcaloïdes sont à éviter dans les prairies où paissent des bovins et des moutons, en raison de leur toxicité potentielle. Parmi les souches à forte teneur en alcaloïdes, figurent notamment Phalaris aquatica AQ-1 et l'espèce Phalaris brachystachys . 
La concentration en alcaloïdes semble affectée également par des facteurs saisonniers et météorologiques, la toxicité se manifestant surtout en automne et en période de sécheresse. Les repousses après pâturage ou fauchage présentent également une augmentation sensible des taux d'alcaloïdes.
| Espèces                | Alcaloïdes totaux (% de la matière sèche) | DMT     | 5-MeO-DMT | 5-OH-DMT |
| Phalaris aquatica      | 0,0007 - 0,18 %                           | 0,100 % | 0,022 %   | 0,005%   |
| Phalaris arundinacea   | 0,0004 - 0,121 %                          |         |           |          |
| Phalaris brachystachys | jusqu'à 3 % (parties aériennes)           | x       |           |          |

Aucun des alcaloïdes cités ci-dessus n'ont été signalés chez Phalaris californica, Phalaris canariensis, Phalaris minor et les hybrides de Phalaris arundinacea avec Phalaris aquatica.

## Liste d'espèces
Selon The Plant List (11 juillet 2016) :
- Phalaris amethystina Trin.
- Phalaris angusta Nees ex Trin.
- Phalaris aquatica L.
- Phalaris arundinacea L.
- Phalaris brachystachys Link
- Phalaris californica Hook. & Arn.
- Phalaris canariensis L.  - Alpiste, alpiste des Canaries.
- Phalaris caroliniana Walter
- Phalaris coerulescens Desf.
- Phalaris daviesii S.T.Blake
- Phalaris lemmonii Vasey
- Phalaris lindigii Baldini
- Phalaris maderensis (Menezes) Menezes
- Phalaris minor Retz.
- Phalaris paradoxa L.
- Phalaris peruviana H.Scholz & Gutte
- Phalaris platensis Henrard ex Heukels
- Phalaris primaeva (C. Brues & B. Brues) Beetle
- Phalaris truncata Guss.

Selon World Checklist of Selected Plant Families (WCSP) (11 juillet 2016) :
- Phalaris amethystina Trin., Mém. Acad. Imp. Sci. Saint-Pétersbourg, Sér. 6, Sci. Math. (1840)
- Phalaris angusta Nees ex Trin. (1827)
- Phalaris aquatica L. (1755)
- Phalaris arundinacea L. (1753)
- Phalaris brachystachys Link (1806)
- Phalaris californica Hook. & Arn. (1833)
- Phalaris canariensis L. (1753)
- Phalaris caroliniana Walter (1788)
- Phalaris coerulescens Desf. (1798)
- Phalaris × daviesii S.T.Blake (1956)
- Phalaris lemmonii Vasey (1892)
- Phalaris lindigii Baldini (1995)
- Phalaris maderensis (Menezes) Menezes (1906)
- Phalaris minor Retz. (1783)
- Phalaris paradoxa L. (1763)
- Phalaris peruviana H.Scholz & Gutte (1978)
- Phalaris platensis Henrard ex Wacht. (1934)
- Phalaris truncata Guss., Fl. Sicul. Prodr. (1832)

## Liste des espèces et variétés
Selon NCBI (11 juillet 2016) :
- Phalaris amethystina
- Phalaris angusta
- Phalaris aquatica
- Phalaris arundinacea
  - variété Phalaris arundinacea var. arundinacea
- Phalaris brachystachys
- Phalaris caesia
- Phalaris californica
- Phalaris canariensis
- Phalaris caroliniana
- Phalaris coerulescens
- Phalaris lemmonii
- Phalaris lindigii
- Phalaris maderensis
- Phalaris minor
- Phalaris paradoxa
- Phalaris peruviana
- Phalaris platensis
- Phalaris rotgesii
- Phalaris truncata